# Kun'ja (oblast' di Pskov)
Kun'ja è un insediamento di tipo urbano della Russia europea nordoccidentale, situato nella oblast' di Pskov; appartiene amministrativamente al rajon Kun'inskij, del quale è il capoluogo.